# Реджинальд Оуен
Джон Реджинальд Оуен (англ. John Reginald Owen; 5 серпня 1887 — 5 листопада 1972) — британський характерний актор. Відомий численними ролями в британських і американських фільмах.

## Біографія
Народився в Уітгемпстеде, графство Хартфордширі, в сім'ї Джозефа і Френсіс Оуен. У 1905 році закінчив Королівську академію драматичного мистецтва. У 1911 році Оуен грав роль Сент-Джорджа в прем'єрній виставі «Там, де закінчується веселка» в театрі Савой. Спектакль отримав хороші відгуки. У тому ж році він знявся в короткометражному фільмі «Генріх VIII». У 1920 році Реджинальд Оуен переїжджає в США. Спочатку працює на Бродвеї в Нью-Йорку, пізніше переїжджає до Голлівуду. Там він укладає контракт з «Metro-Goldwyn-Mayer». У 1932 році актор зіграв доктора Ватсона у фільмі «Шерлок Холмс», режисера Клайва Брука. Однією з найвідоміших для актора стала роль Ебенезера Скруджа у фільмі «Різдвяна пісня» (1938), знятого за повістю Чарльза Діккенса. У 1964 році Оуен зіграв адмірала у фільмі «Мері Поппінс». На телебаченні Оуен був запрошеним актором в епізодах серіалів «Меверік», «Моя дружина мене причарувала», «Макклауд», «Триллер», «Райські пригоди» і «Потрібно злодій». Всього Реджинальд Оуен брав участь в 143 кіно- і телевізійних постановках, серед яких було 80 повнометражних фільмів. У серпні 1964 року особняк актора в Бель-Ейре був зданий в оренду британської рок-групи «The Beatles», що виступала в Лос-Анджелесі.
Помер Реджинальд Оуен від інфаркту міокарда 5 листопада 1972 року в Бойсе, Айдахо. Був тричі одружений. Третя дружина пережила його.

## Вибрана фільмографія
- 1911 — Генріх VIII / Henry VIII — Томас Кромвель
- 1927 — Лист / The Letter — Роберт Кросбі
- 1931 — Платинова блондинка / Platinum Blonde — Ґрейсон
- 1941 — Вони зустрілися в Бомбеї / They Met in Bombay — генерал Аллен
- 1941 — Обличчя жінки / A Woman's Face
- 1943 — Мадам Кюрі / Madame Curie — доктор Беккерель
- 1947 — Вулиця Зеленого дельфіна / Green Dolphin Street — капітан О'Хара
- 1964 — Мері Поппінс / Mary Poppins — адмірал